# Temple of Set
Der Temple of Set, auch Temple of Seth (ToS) ist eine okkulte, satanistische US-amerikanische Vereinigung des Pfades zur Linken Hand, die 1975 von ehemaligen Mitgliedern der Church of Satan unter Leitung von Michael Aquino nach einem Zerwürfnis mit Anton Szandor LaVey gegründet wurde. Der Temple of Set bezieht sich auf die altägyptische Gottheit Seth, die als lebendiges Selbst und schöpferische, aktivierende Kraft angesehen wird. Das Ziel der Mitglieder ist die Selbstvergöttlichung.

## Entstehung
Der Temple of Set ist eine Abspaltung der Church of Satan von Anton LaVey auf der Grundlage des Buches Book of Coming Forth by Night, von dem Aquino sagt, dass es ihm persönlich von Satan diktiert worden sei. Unter der Leitung von Church-of-Satan-Magister Michael Aquino erfolgte ein Schisma, da der Ämterverkauf durch LaVey zu einigem Unmut führte. Aquino sieht sich selbst als zweites „Tier 666“ nach Aleister Crowley. Aquino gab das Amt des Hohepriesters nach wachsender Kritik an seinem Führungsstil ab. In den 1980er Jahren übernahm Stephen Flowers von Michael Aquino die Leitung der Temple of Set, der auch in Deutschland regionale Gruppen unterhält und kategorisch dem gnostisch-okkulten Satanismus zugerechnet wird, der den Teufel als Erlöserfigur interpretiert.

## Organisation
Die Mitglieder des Temple of Set widmen sich dem Studium metaphysischer Zusammenhänge. Mitglieder können binnen zwei Jahren Kenntnisse der setianischen Philosophie und Magie erwerben. Der Temple of Set erhebt eine jährliche Mitgliedsgebühr von 80 US-Dollar, um die Administrationkosten zu decken. Die Repräsentanten und Mitarbeiter des Temple of Set sind ehrenamtlich tätig.

## Philosophie
Die Philosophie des Temple of Set nennt sich „erleuchteter Individualismus“ und propagiert individuelle, experimentelle Selbstverwirklichungsstrategien, die mit dem hieroglyphischen Begriff Kepher oder „Xeper“ (in der Schreibweise des ToS) umschrieben werden.
Xeper wird durch den Skarabäus symbolisiert. Ziel seien die „psychische Wiedergeburt“ und die Erlangung der Unsterblichkeit innerhalb des Temple of Set. Die Philosophie des Temple of Set wurde 1975 im Gründungsdokument Book of Coming Forth by Night dokumentiert, von dem Aquino behauptete, der altägyptische Gott Seth hätte ihm das Wort Xeper in der Bedeutung von „Werden“, während der „North Solstice X Working“, auch bekannt als „The Santa Barbara Working“, mitgeteilt. Xeper wurde im Jahr 1996 von Don Webb in einer mehr konzentrierten Übersetzung neu als „Ins Dasein gelangen“ interpretiert.
Die Mitgliedschaft ist in sechs Initiations-Grade aufgeteilt:
1. Setianer / Setianerin
2. Adept / Adeptin
3. Priester / Priesterin
4. Magister / Magistra
5. Magus / Maga
6. Ipsissimus / Ipsissima

Ab dem dritten Grad sei eine Priesterschaft möglich. Vollwertiges Mitglied kann nur werden, wer von einem Priester den Grad des Adepten verliehen bekommt, was nach einer maximal zweijährigen Probezeit möglich ist. Für die Priesterschaft gäbe es keine bestimmten Kriterien für die Anerkennung und keine Vorgaben für die Arbeit mit neuen Initianten, sodass die Anerkennung des zweiten Grades willkürlich geschieht.